# زبان‌های آلمانی علیا
زبان‌های آلمانی والا یا گویش‌های آلمانی والا نام مجموعه‌ای از گونه‌های مختلف زبان‌های آلمانی، لوکزامبورگی و ییدیش و همچنین گویش‌های مختلف موجود در مرکز و جنوب آلمان، کشورهای اتریش، لیختنشتاین، سویس، لوکزامبورگ و همچنین مناطقی از بلژیک، هلند (گویش‌های ریپواری در جنوب غربی لیمبورخ)، فرانسه (آلزاس و شمال لورن)، ایتالیا، دانمارک و لهستان است. همچنین این زبان‌ها در میان مهاجرین آلمانی زبان در کشورهای رومانی (ترانسیلوانیا)، روسیه، ایالات متحده، برزیل، آرژانتین، شیلی و نامیبیا نیز رواج دارد.

## رده‌بندی
اصطلاح «علیا» در آلمانی علیا یک اشاره گیتاشناختی به گروهی از گویش‌هایی از «زبان آلمانی علیا» بوده که جداگانه از اشکال تکوین یافته آلمانی استاندارد، ییدیش و لوگزامبورگی است. این اصطلاح به بلندستان‌های مرکزی (میتلگبریرگه) و مناطق آلپی مرکزی و جنوبی آلمان گفته می‌شود که شامل لوکزامبورگ، اتریش، لیختن‌اشتاین و بیشتر سوئیس است. در برابر این اصطلاح واژه آلمانی سفلی است که در سرزمین‌های پست و جلگه‌ای دریا و دشت شمال آلمان بدان تکلم می‌شود.
آلمانی والا را می‌توان به سه زیربخش  آلمانی بالا (Oberdeutsch ، که شامل گویش‌های آلمانی اتریش و  سوئیس است)، آلمانی مرکزی (Mitteldeutsch ، که شامل لوکزامبورگی بوده و خودش زبان معیار نوینی است) و آلمانی فرانکونیایی علیا که گویشی سنتی میان این دو است. آلمانی علیا را با دگرش‌ها و تغییرات واجی گونه‌های زبانی ژرمنی غربی (حدود ۵۰۰ پ.م) می‌شناسند که آن را در اصطلاح تغییر همخوان آلمانی والا گویند. برای نمونه می‌توان این دگرش‌ها را با انگلیسی/آلمانی پایین سنحید که در آن pan/Pann بوده ولیکن در آلمانی استاندارد Pfanne ([p] به [p͡f])، two/twee بوده ولی در آلمانی استاندارد zwei ([t] به [t͡s]) و make/maken بوده ولی در آلمانی استاندارد machen ([k] به [x]) است.در گویش‌های آلمانیش علیا این تغییرات نیز دیده می‌شود برای نمونه Sack (مانند انگلیسی/آلمانی سفلی"sack/Sack") به آوای [z̥ak͡x] ([k] به [k͡x]) تغییر یافته است.

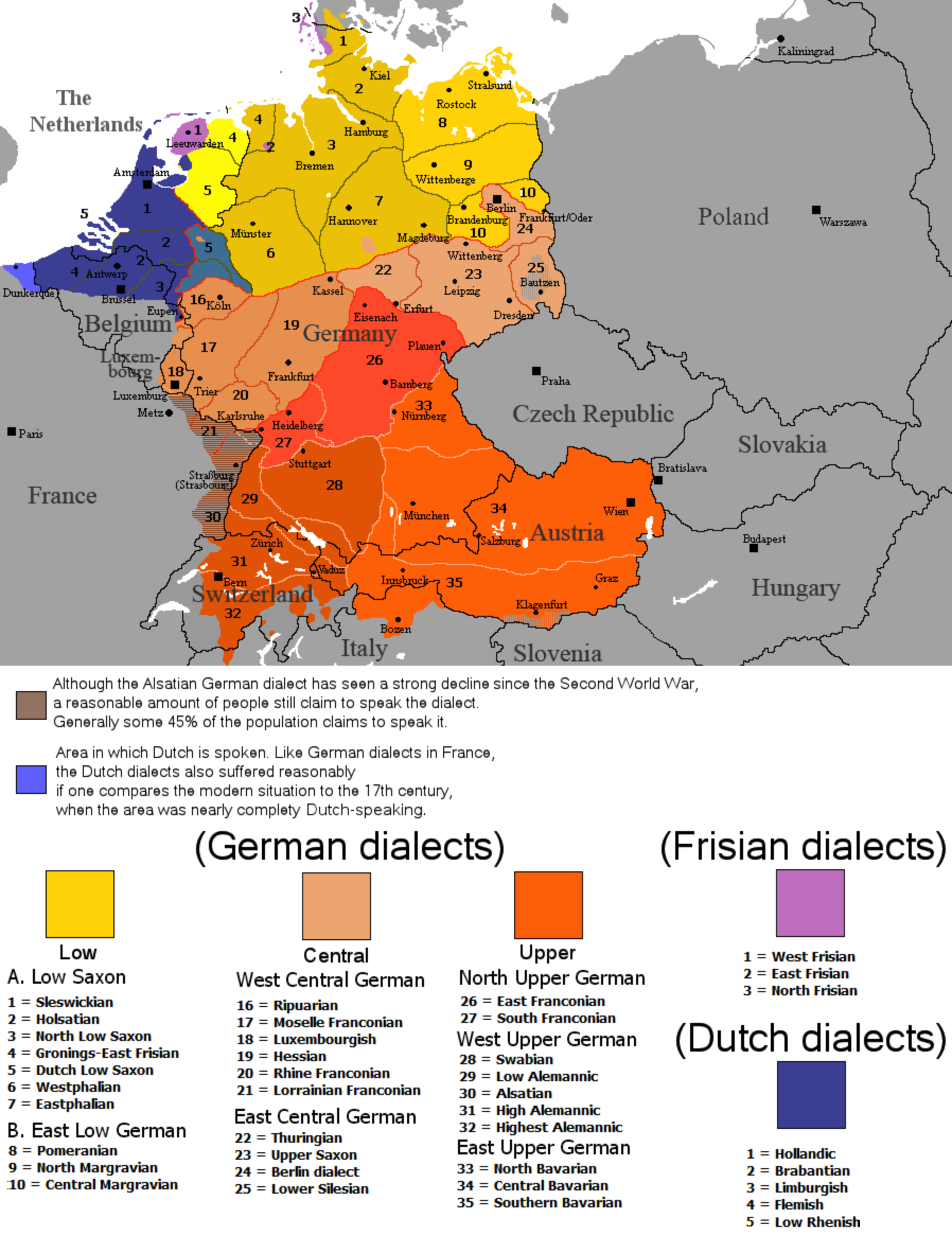
مناطق کنونی شناخته شده با گویش‌ها (زبان‌ها)ی آلمانی علیا :
گویش‌های آلمانی مرکزی
گویش‌های آلمانی فرادستی